# San Mateo County

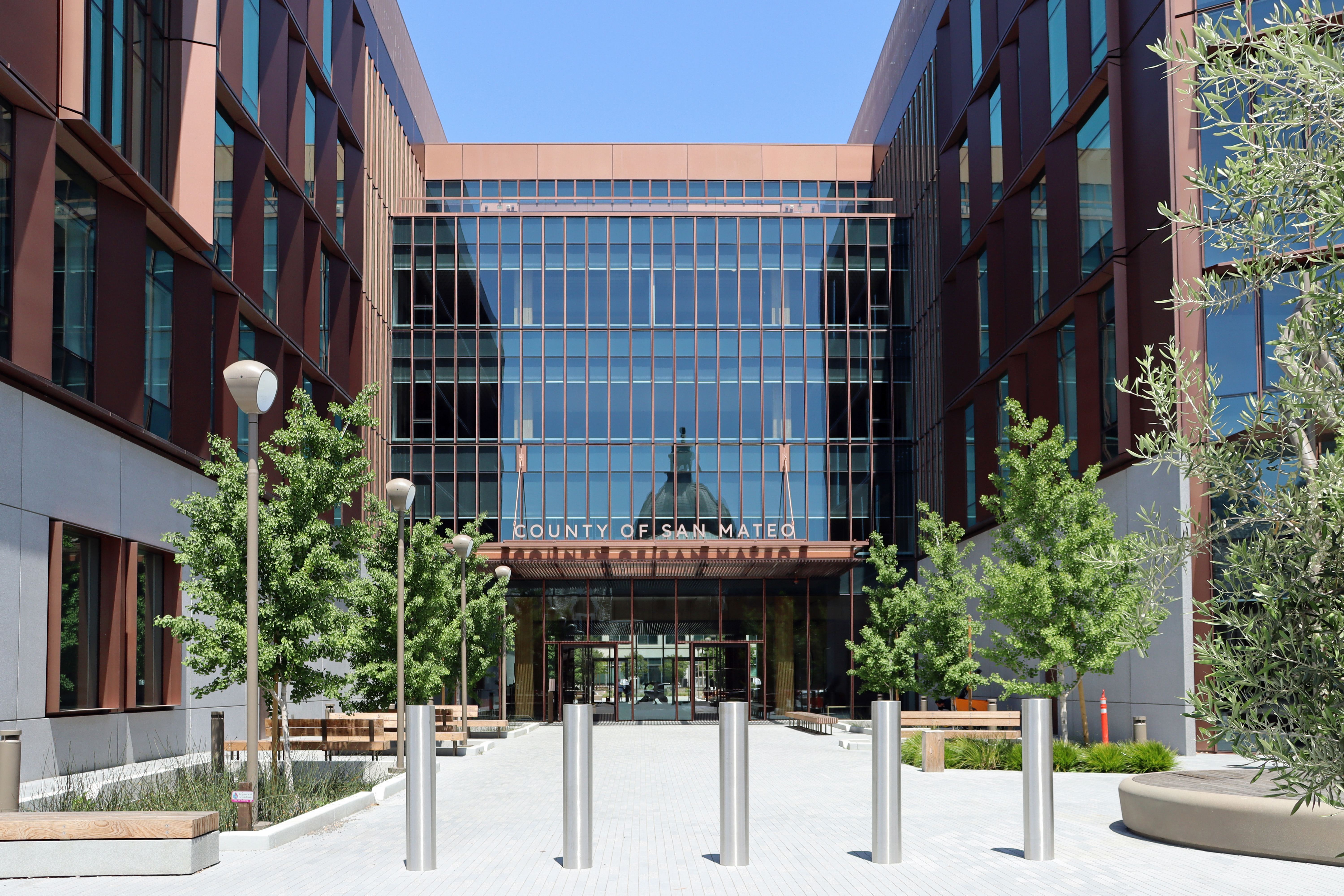
San Mateo County Government Center

San Mateo County is een county in Californië in de VS. Het werd gevormd in 1856 en bestond uit delen van San Francisco County en Santa Cruz County.
De county draagt de Spaanse naam voor Matteüs.

## Geografie
De county heeft een totale oppervlakte van 1919 km² (741 mijl²) waarvan 1163 km² (449 mijl²) land is en 756 km² (292 mijl²) of 39.40% water is.

### Aangrenzende county's
- San Francisco County - noorden
- Alameda County - oosten
- Santa Clara County - zuidoost
- Santa Cruz County - zuiden

### Steden en dorpen
| - Atherton - Belmont - Brisbane - Broadmoor - Burlingame - Colma - Daly City - East Palo Alto - El Granada - Foster City - Half Moon Bay - Highlands-Baywood Park - Hillsborough - La Honda - Loma Mar - Menlo Park | - Millbrae - Montara - Moss Beach - North Fair Oaks - Pacifica - Pescadero - Portola Valley - Redwood City - San Bruno - San Carlos - San Gregorio - San Mateo - South San Francisco - West Menlo Park - Woodside |